# Heinrich der Löwe in Eisen

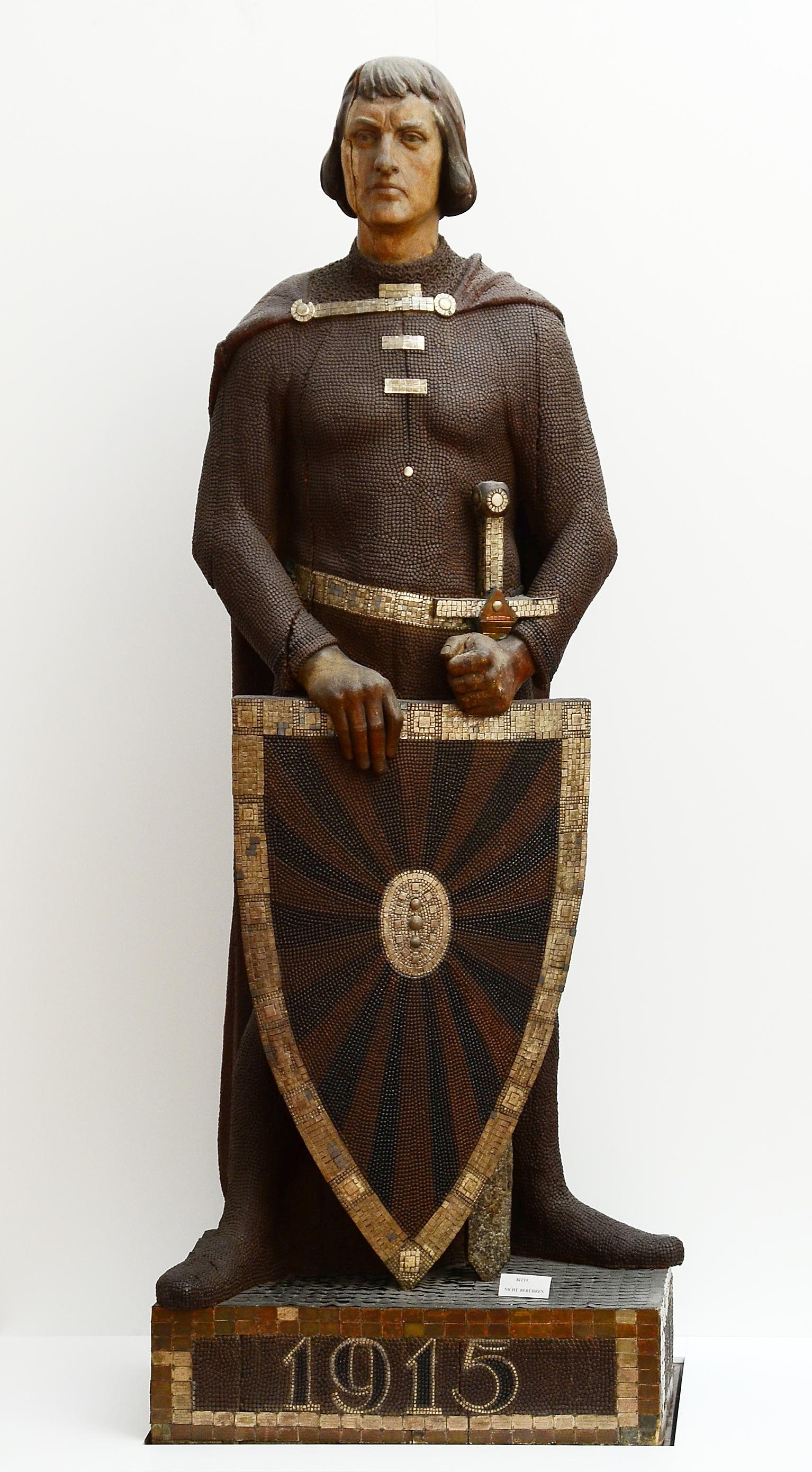
„Heinrich der Löwe in Eisen“

Einweihung des „Eisernen Heinrichs“ am 5. Dezember 1915 vor dem Braunschweiger Schloss

Abbildung des Tonmodells auf der Titelseite der Propagandazeitung Die Braunschweiger im Weltkriege

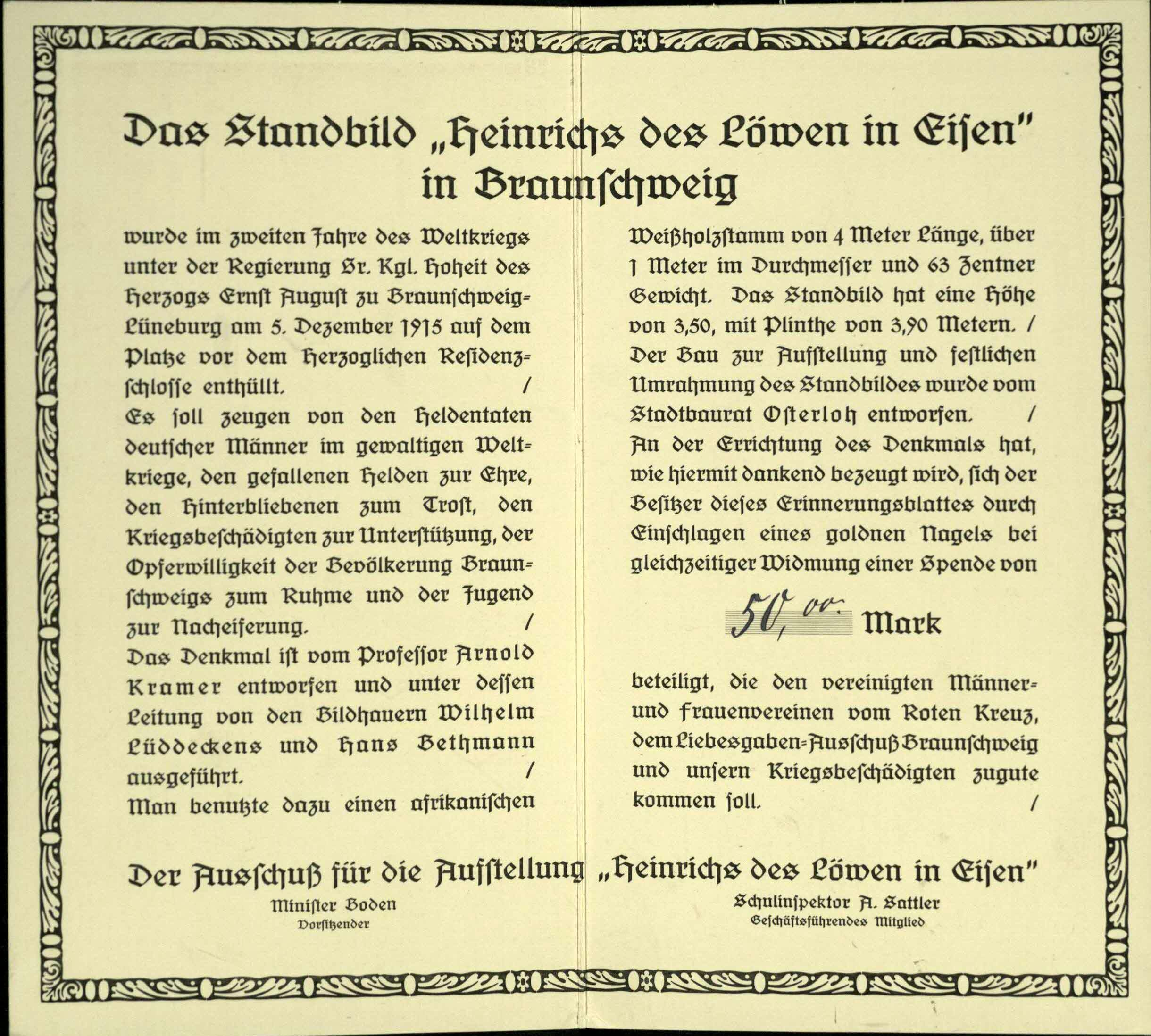
Innenseite eines Faltblattes für eine Spende von 50,00 Mark vom Ausschuß für die Aufstellung „Heinrichs des Löwen in Eisen“.

Heinrich der Löwe in Eisen, auch als Eiserner Heinrich bezeichnet, ist eine 3,90 m hohe Nagelfigur aus afrikanischem Weißholz, die bei einer so genannten Kriegsnagelung während des Ersten Weltkrieges in Braunschweig entstand.

## Historischer Kontext
Sehr bald nach Beginn des Ersten Weltkriegs kam der patriotische Brauch in Österreich-Ungarn auf, die Zivilbevölkerung an der Heimatfront mit in die Unterstützung der kämpfenden Truppe einzubeziehen, indem ihr die Möglichkeit gegeben wurde, durch Geldspenden ihren eigenen Kriegsbeitrag zu leisten und damit auch die Kampf- und Leidensbereitschaft der Zivilbevölkerung zu erhöhen. Solche Solidaritätsbekundungen mit der kämpfenden Truppe bzw. den Hinterbliebenen der gefallenen Soldaten fanden alsbald auch im Deutschen Kaiserreich ihre Anhänger.
An prominenten, meist geschichtsträchtigen Orten wurden Figuren oder Objekte aus Holz aufgestellt, die lokale oder nationale Symbole darstellten. Die Bevölkerung hatte so Gelegenheit, gegen eine mehr oder weniger hohe Spende Nägel (meist aus Eisen, gelegentlich auch aus Messing, Silber oder Gold) in diese einzuschlagen. Die dadurch gesammelten Beträge wurden in der Regel wohltätigen Zwecken zugeführt und entlasteten so den durch den Krieg strapazierten Staatshaushalt. Zu ersten Kriegsnagelungen – als so genannte Schulnagelungen auch in Schulen – kam es bereits Ende 1914.

## „Heinrich der Löwe in Eisen“
Auf Initiative des Braunschweiger Schulinspektors A. Sattler und unter dem Vorsitz des braunschweigischen Ministers Friedrich Boden wurde der „Ausschuß für die Aufstellung Heinrichs des Löwen in Eisen“ ins Leben gerufen, um über Form und Art eines dem Anlass würdigen Standbildes zu befinden. Der Entwurf der Figur geht auf den Bildhauer Arnold Kramer zurück, der dafür zunächst ein Tonmodell anfertigte. Nach seinen Plänen bearbeiteten die Bildhauer Wilhelm Lüddeckens und Hans Bethmann einen ursprünglich vier Meter hohen, ein Meter breiten und 63 Zentner schweren Stamm. Die fertige Statue hatte schließlich eine Höhe von 3,50 m (3,90 m mit Plinthe). Sie steht in der Tradition der Roland-Figuren des Spätmittelalters sowie des 1906 in Hamburg eingeweihten Bismarck-Denkmals.
Der „Eiserne Heinrich“ stellt den frontal breitbeinig und fest stehenden, entschlossen dreinblickenden und offensichtlich zum Kampf bereiter Welfenherzog Heinrich den Löwen in Kettenrüstung mit Schwert und Schild dar. Auf dem Sockel des Standbildes stehen die Jahreszahlen 1914, 1915 und 1916.
Obwohl die Figur in der Tradition der Rolande steht, entsprach sie aber in Wirklichkeit der während des Weltkrieges vorherrschenden vaterländischen Propaganda; die Verehrung Heinrichs des Löwen in Stadt und Herzogtum Braunschweig sollte zum Zwecke der Aufrechterhaltung und Stärkung der Kampfmoral des gesamten Landes instrumentalisiert werden.
Das Faltblatt zur „Aufstellung Heinrichs des Löwen in Eisen“ beschreibt den Zweck der Nagelfigur bzw. der Nagelungen:

„Es soll zeugen von den Heldentaten deutscher Männer im gewaltigen Weltkriege, den gefallenen Helden zur Ehre, den Hinterbliebenen zum Trost, den Kriegsbeschädigten zur Unterstützung, der Opferwilligkeit der Bevölkerung Braunschweigs zum Ruhme und der Jugend zur Nacheiferung.“

Unter einem speziell für den Zweck der öffentlichen Aufstellung von Stadtbaurat Max Osterloh entworfenen, an drei Seiten offenen Präsentationsbau mit Baldachin, wurde das überlebensgroße Standbild am 5. Dezember 1915 auf dem Platz vor dem Braunschweiger Schloss feierlich eingeweiht.  Der Baldachin war mit dem Motto „Braunschweigs Dank an seine Heldensöhne“ überschrieben. Karl August von Schwartz, letzter Hof- und Domprediger des nahen Braunschweiger Doms, hielt dazu eine propagandistisch-vaterländische Rede, in der er Heinrich den Löwen zum Verteidiger des Deutschtums gegen „das Slawentum im Osten“ stilisierte und die Zeit und Umstände des Ersten Weltkrieges mit jenen der „eisernen Zeit“ und damit den Befreiungskriegen gegen Napoleon Bonaparte gleich setze.
Nägel gab es in vier verschiedenen Varianten und damit Preiskategorien, um der Bevölkerung die Gelegenheit zu geben, nach den jeweiligen finanziellen Möglichkeiten bzw. nach „patriotischen Gesinnung“ zu spenden. So waren Nägel aus Eisen mit einem Preis von 50 Pfennig die billigsten, es folgten solche aus Messing, Silber und schließlich die teuersten aus Gold. Die Preise pro Nagel betrugen je nach gewähltem Material sowie nach gewählter Position und Größe zwischen 50 Pfennig und 300 Mark. Jeder Spender erhielt für seine Gabe, je nach Höhe des Betrages, entweder eine „Spendenquittung“ oder eine aufwendig gestaltete Faltkarte mit einem Foto der Heinrichsfigur und dem handschriftlichen Eintrag der gespendeten Summe. Erst-Spender – vor allem Repräsentanten des Staates und lokale Größen – wurden in den in Stadt und Herzogtum erscheinenden Zeitungen namentlich aufgelistet. Noch heute befindet sich die Liste all derer, die einen Nagel eingeschlagen haben, in Form eines Gedenkbuches im Braunschweigischen Landesmuseum. Viele der größeren Nägel, tragen den Namen der Spender (Einzelpersonen, Unternehmen, Vereine, Schulen etc.). Im Zentrum des Schildes befindet sich der Nagel des letzten Welfenherzogs von Braunschweig Ernst August von Braunschweig-Lüneburg. Anders als erwartet, flossen die Spenden jedoch nur in geringem Maße. Lediglich Adel, Militär und wohlhabendes Bürgertum betrachteten eine Spende als vaterländische Pflicht. Mit fortschreitender Dauer des Krieges und der sich dadurch verschärfenden sozialen und wirtschaftlichen Probleme, spendeten immer weniger Menschen, sodass der Staat vermehrt auf Schulnagelungen setzte.
Die in Braunschweig gesammelten „Nagel-Spenden“ kamen verschiedenen humanitären Einrichtungen zu, die sich um braunschweigische Soldaten an der Front und in Lazaretten in Braunschweig und Umgebung kümmerten, so beispielsweise dem Roten Kreuz, dem örtlichen „Liebesgaben-Ausschuss“, braunschweigischen Männer- und Frauenvereinen oder Kriegsversehrten.
Bereits bei der Aufstellung war beschlossen, dass die Figur nach dem – siegreichen – Kriegsende in das „Vaterländische Museum“ in die Aegidienkirche gebracht werden solle, die damals als Ausstellungsraum diente, um sie der Nachwelt präsentieren zu können. Tatsächlich geschah dies aber erst im Februar 1919, nach dem – verlorenen – Krieg und der Novemberrevolution in Braunschweig. Nach Ende des Zweiten Weltkrieges wurde die Figur ab Mitte der 1950er Jahre im anliegenden Paulinerchor ausgestellt, von wo sie 1987 in das heutige Braunschweigische Landesmuseum am Burgplatz gebracht wurde, wo sie sich noch heute befindet.

## „Das Goldene Buch“

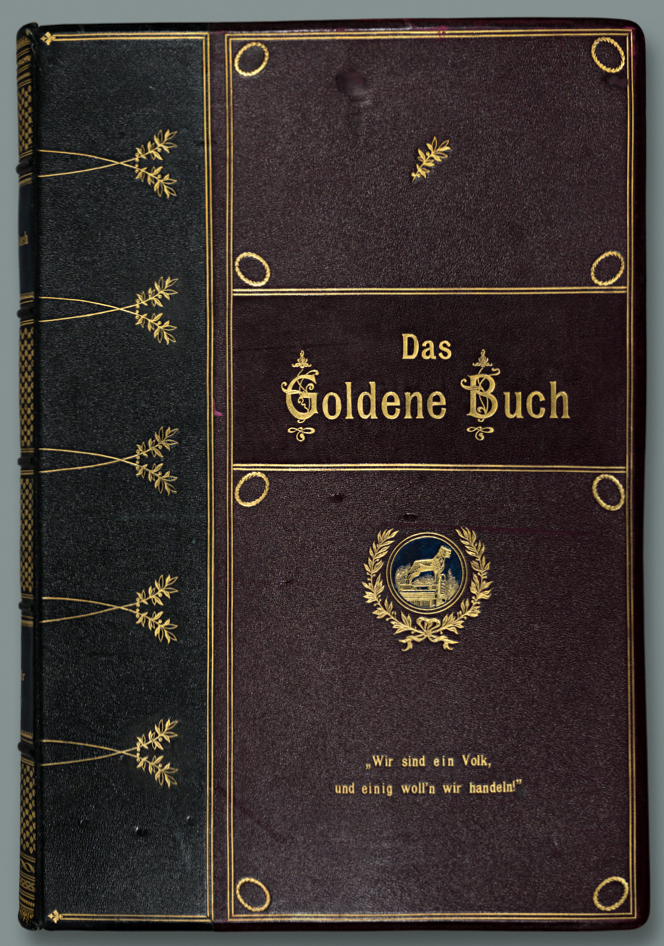
Einbanddeckel des Goldenen Buches

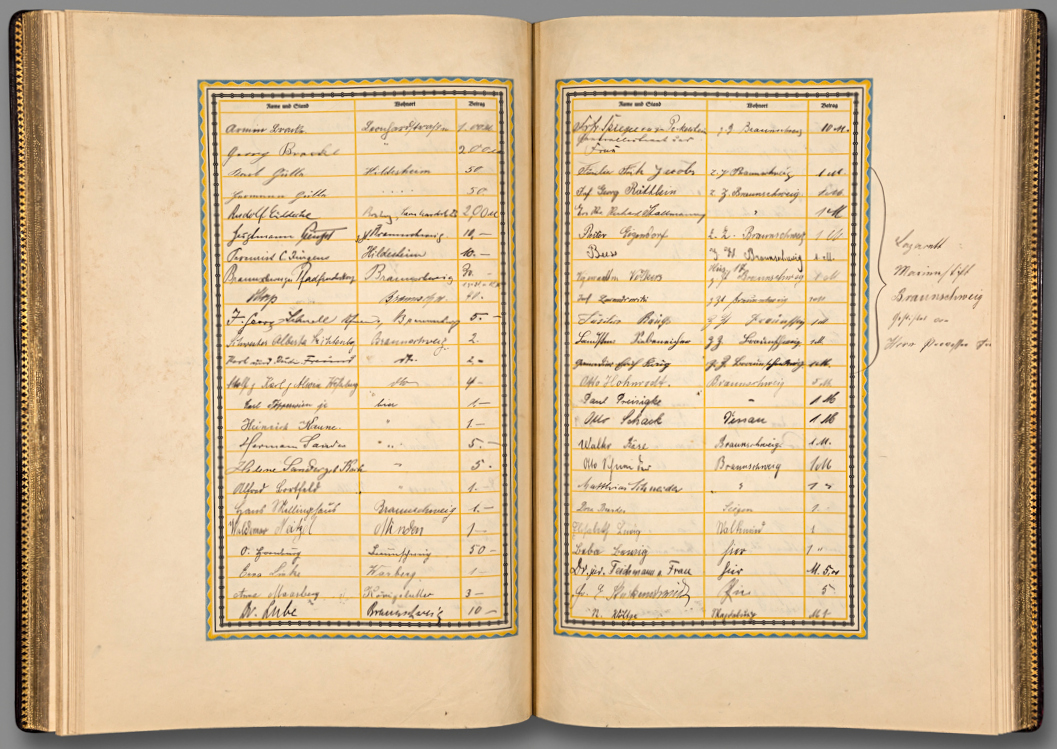
Doppelseite u. a. mit Soldaten aus dem Lazarett Marienstift

Zusammen mit der Statue Heinrichs des Löwen wurde ein schwerer, überdimensionaler, in mehrfarbiges Leder gebundener Foliant mit goldenen Applikationen entworfen. Auf dem Einbanddeckel prangt in der großen goldenen Lettern mit verzierten Majuskeln der Titel Das Goldene Buch, darunter in einem kreisrunden, ebenfalls goldenen Medaillon das von Lorbeer umkränzte Abbild  des Braunschweiger Löwen auf dem Burgplatz und darunter ein Zitat aus Friedrich Schillers Wilhelm Tell: Wir sind ein Volk und einig woll’n wir handeln! aus der Rütlischwur-Szene.
Der Lederband enthält die handschriftlichen Einträge aberhunderter Personen und Personengruppen, die im Laufe der Kriegsjahre Nägel gegen Geld in die Statue einschlugen. Zu finden sind neben Einwohnern von Stadt und Herzogtum Braunschweig, Beamte, Militärs und „Honoratioren“, allen voran der – „im Feld stehende“ – Braunschweigische Herzog Ernst August. Aber auch die Namen von diversen Vereinen, Vereinigungen und Zünften sowie ganzer Schulklassen, die geschlossen zum Nägeleinschlagen geschickt worden waren sowie die Namen zahlreicher Soldaten und Offiziere der in Braunschweig beheimateten Regimenter 17 und 92. Darüber hinaus enthält das Buch auch die Namen vieler Soldaten, die in Braunschweiger Lazaretten lagen und nicht zuletzt auch die von Durchreisenden und Touristen.
Die Namenlisten sind in Format und Aufmachung mittelalterlichen Handschriften nachempfunden. Die Namenstabelle ist in Blau und Gelb, den Farben des Herzogtums Braunschweig umfasst und hat die drei Spalten „Name und Stand“, „Wohnort“ und „[für den Nagel gezahlter] Betrag“
„Das Goldene Buch“ befindet sich heute, wie „Heinrich der Löwe in Eisen“, im Braunschweigischen Landesmuseum.